# Axel Hervelle
Axel Marie Gustave Hervelle (Liège, 12 de maio de 1993) é um basquetebolista profissional belga que atualmente joga pelo Proximus Spirou. O atleta que possui 2,05m de altura, atua como ala e tem carreira profissional desde 2000.

## Ligações Externas
- Axel Hervelle no X